# 他化自在天
他化自在天（たけじざいてん、梵: Para-nirmita-vaśa-vartin）は、三界における欲界の最高位、且つ六道の天道（天上界）の最下部である、六欲天の第六天。欲界の天主大魔王である第六天魔王波旬（はじゅん、Pāpīyas）の住処。
この天は、他人の変現する楽事をかけて自由に己が快楽とするからこの名がある。この天の男女は互いに相視るのみにて淫事を満足し得、子を欲する時はその欲念に随って膝の上に化現するという。天人の身長は三里、寿命は1万6千歳という。ただし、その一尽夜は人間の1600年に相当するという。
天人としての他化自在天は、弓を持った姿で描かれる。